# Paronomasie
Die Paronomasie (auch Paranomasie; altgriechisch παρά para, deutsch ‚bei‘, ‚neben‘, und ὄνομα onoma, deutsch ‚Name‘; also „Wortumbildung“; auch Annominatio(n)) ist eine rhetorische Figur. Als Spielart des Wortspiels verbindet die Paronomasie Wörter miteinander, die semantisch oder etymologisch nicht zusammengehören, sich jedoch im Klang ähneln. Oft haben die sich ähnelnden Wörter gegensätzliche – zumindest unterschiedliche – Bedeutung.

## Beispiele
- „zwischen Verlegenheit und Verlogenheit“ (Karl Kraus)
- „mehr gunst- als kunstbeflissen“ (Karl Kraus)
- „vom Volk der Dichter und Denker zu dem der Richter und Henker“ (Karl Kraus)
- „Ein Knabe fährt im Kahne“ (Heinrich Heine)
- „Eile mit Weile“
- „Lieber arm dran als Arm ab“
- „Quod licet Iovi, non licet bovi“ (lateinisch für „Was Jupiter darf, darf nicht [auch] das Rindvieh“)
- „Urbi et orbi“ („Der Stadt und dem Erdkreis“; Papstsegen)
- „Wer rastet, der rostet“

## Intensitätsgenitiv
Der Intensitätsgenitiv (Genitivus hebraicus) wurde ebenfalls bereits als paronomastisch bezeichnet. Er besteht jedoch aus einem Bezugswort, zu dem der Genitiv im Plural desselben Wortes gebildet wird:
- das Spiel der Spiele
- das Lied der Lieder
- der Kampf der Kämpfe
- Eitelkeit der Eitelkeiten

Um eine Paranomasie handelt es sich folglich der Definition nach keinesfalls, vielmehr um eine Figura etymologica.
Anzumerken sind auch weitere ähnliche Konstruktionen, wie Buch der Bücher, oder König der Könige. Mit Buch der Bücher wird die Bibel bezeichnet, die sich tatsächlich aus vielen Büchern zusammensetzt. Hier steht eine Bedeutungshervorhebung neben einer sachlichen Tatsache. Hierbei geht es also zumindest nicht nur um das Stilmittel. In weitaus stärkerem Umfang gilt das für den König der Könige. Dieser Titel bezeichnet einen König, der über viele Menschen herrscht, die den Titel König tragen. Das galt für Artaxerxes I., wurde aber im Mittelalter insbesondere auf den Gott der Christen bezogen.